# 29345 Ivandanilov
29345 Ivandanilov (1995 DS1) là một tiểu hành tinh vành đai chính được phát hiện ngày 22 tháng 2 năm 1995 bởi T. V. Kryachko ở Trạm Zelenchukskaya thuộc Đài thiên văn Engelhardt.